# Хопфилд, Джон
Джон Джозеф Хопфилд (англ. John Joseph Hopfield; род. 15 июля 1933, Чикаго, Иллинойс) — американский учёный, в основном известный как изобретатель ассоциативной нейронной сети в 1982 году. Эта сеть известна под названием сети Хопфилда. Получил Нобелевскую премию по физике за 2024 год.
Член Национальной академии наук США (1973) и Американского философского общества (1988).

## Биография
Родился в семье физиков Джона Джозефа Хопфилда (1891—1953), уроженца Польши, специалиста по спектроскопии, и Хеллен Хопфилд (в девичестве Стэфф, 1899—1989). Получил докторскую степень по физике в Корнеллском университете в 1958 году. В течение двух лет проработал в теоретической группе Bell Laboratories, а затем — на факультетах Калифорнийского университета в Беркли, Принстонского университета и Калифорнийского технологического института.
В 2001 году награждён медалью Дирака за вклад в развитие понимания биологии как физического процесса. В 2006 году президент Американского физического общества.
Его студентами были Терри Сейновски и Дэвид Маккей.

## Награды и отличия
- 1968 — Стипендия Гуггенхайма[6]
- 1969 — Премия Оливера Бакли
- 1983 — Стипендия Мак-Артура[7]
- 1983 — Премия Макса Дельбрюка[8]
- 1997 — Neural Networks Pioneer Award[9]
- 2001 — Медаль Дирака
- 2002 — Премия Гарольда Пендера
- 2005 — Премия Альберта Эйнштейна
- 2012 — Swartz Prize[англ.]
- 2019 — Медаль Бенджамина Франклина Института Б.Франклина
- 2022 — Медаль Больцмана
- 2024 — Нобелевская премия по физике

## Основные публикации
- «The Contribution of Excitons to the Complex Dielectric Constant of Crystals» (1958)
- «Electron transfer between biological molecules by thermally activated tunneling» (1974)
- «Kinetic Proofreading: a New Mechanism for Reducing Errors in Biosynthetic Processes Requiring High Specificity» (1974)
- «Neural networks and physical systems with emergent collective computational abilities» (1982)
- «Neural computation of decisions in optimization problems» (1985)